# Vasilii Șova
Vasilii Șova (Crasnoarmeiscoe, 18 de julho de 1959) é um político russófono da Moldávia.

## Biografia
Vasilii Șova nasceu em 18 de julho de 1959 em Crasnoarmeiscoe, no distrito de Hîncești, RSS da Moldávia. Graduou-se na escola de construção naval em Mykolaiv (Ucrânia) e na Faculdade de Direito da Universidade Estatal de Chisinau.
Após o colapso da União Soviética, Vasilii Șova foi membro do Parlamento da Moldávia (1990–1994). Em 1994 foi nomeado para o Ministério das Relações Exteriores, onde exerceu os cargos de chefe do departamento e vice-chefe da Direção da CEI (1994–1995), vice-ministro das Relações Exteriores (1995–1998) e embaixador da Moldávia em Pequim (1998–2002).
Em 12 de dezembro de 2002, por decreto do Presidente da Moldávia, Vasilii Șova foi eleito Ministro da Reintegração da Moldávia e reeleito em 19 de abril de 2005 e em 31 de março de 2008.
Foi eleito deputado no Parlamento da Moldávia nas eleições de 29 de julho de 2009, sendo reeleito nas eleições antecipadas de 28 de novembro de 2010. Ele concorreu novamente ao cargo de deputado nas eleições de 30 de novembro de 2014 pelo Partido dos Comunistas da Moldávia, mas não conseguiu aceder ao parlamento.
Em 12 de abril de 2013, Șova foi eleito para a função de Presidente da Comissão Parlamentar de Direitos Humanos e Relações Interétnicas, substituindo Vadim Mișin.
Vasilii Șova recebeu a medalha de Mérito Civil em 22 de agosto de 1996 e a Ordem da Glória do Trabalho em 11 de fevereiro de 2009.